# Obermosel-Zeitung
Obermosel-Zeitung fou un diari luxemburguès nascut el 2 de juliol de 1881 fins a la seva fusió l'abril de 1948 amb el diari Lëtzebuerger Journal. Es publicà en alemany.